# Tarenna annamensis
Tarenna annamensis är en måreväxtart som beskrevs av Charles-Joseph Marie Pitard. Tarenna annamensis ingår i släktet Tarenna och familjen måreväxter. Inga underarter finns listade i Catalogue of Life.